# Berrow (Somerset)
Berrow is een civil parish in het bestuurlijke gebied Sedgemoor, in het Engelse graafschap Somerset met 1534 inwoners.